# مغربة بني احلس (مناخة)

تعديل مصدري - تعديل

مغربة بني احلس هي إحدى قرى عزلة بني مقاتل بمديرية مناخة التابعة لمحافظة صنعاء، بلغ تعداد سكانها 151 نسمة حسب تعداد اليمن لعام 2004.